# Кумбран Таун
Асоційований футбольний клуб «Кумбран Таун» (валл. Cwmbrân Town Association Football Club) — валлійський футбольний клуб з Кумбрана, заснований у 1951 році. Виступає у Лізі Південного Уельсу. Домашні матчі приймає на стадіоні «Кумбран Стедіум», місткістю 10 500 глядачів.

## Досягнення
- Прем'єр-ліга Уельсу
  - Чемпіон (1): 1992–93
- Кубок Уельсу
  - Фіналіст (3): 1997, 2000, 2002–03.